# Żeleźnica (Grande-Pologne)
Pour les articles homonymes, voir Żeleźnica.
Żeleźnica (prononciation : [ʐɛlɛʑˈnit͡sa], en allemand : Hammer) est un  village polonais de la gmina de Krajenka dans le powiat de Złotów de la voïvodie de Grande-Pologne dans le centre-ouest de la Pologne.
Il se situe à environ 6 kilomètres au sud-ouest de Krajenka (siège de la gmina), 13 km au sud-ouest de Złotów (siège du powiat), et à 97 km au nord de Poznań (capitale de la Grande-Pologne).

## Histoire
De 1975 à 1998, le village faisait partie du territoire de la voïvodie de Piła.

Depuis 1999, Żeleźnica est situé dans la voïvodie de Grande-Pologne.
Le village possède une population de 100 habitants.